# Seznam států světa podle těžby uranu
Tento seznam řadí státy světa podle objemů těžby uranu.

## Seznam států světa podle těžby uranu

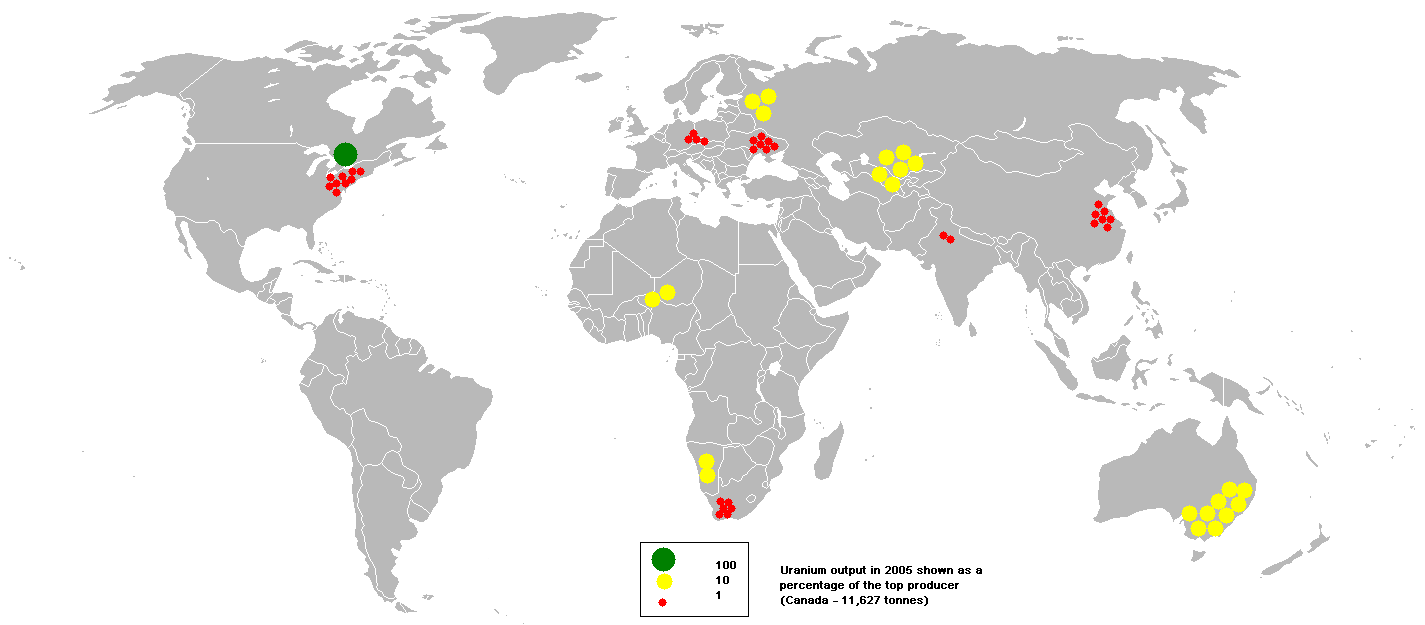
Mapa světové těžby uranu v roce 2005

Státy jsou seřazeny dle produkce v roce 2010.
| Pořadí | Stát                   | Těžba uranu v tunách (2010) | Procento světové těžby (2010) | Těžba uranu v tunách (2009) | Procento světové těžby (2009) |
| ------ | ---------------------- | --------------------------- | ----------------------------- | --------------------------- | ----------------------------- |
|        | Svět                   | 50 772                      | 100%                          | 53 663                      | 100 %                         |
| 1.     | Kazachstán             | 17 803                      | 33,2 %                        | 14 020                      | 27,6 %                        |
| 2.     | Kanada                 | 9 783                       | 18,2 %                        | 10 173                      | 20,0 %                        |
| 3.     | Austrálie              | 5 900                       | 11,0 %                        | 7 982                       | 15,7 %                        |
| 4.     | Namibie                | 4 496                       | 8,4 %                         | 4 626                       | 9,1 %                         |
| 5.     | Niger                  | 4 198                       | 7,8 %                         | 3 243                       | 6,4 %                         |
| 6.     | Rusko                  | 3 564                       | 7,0 %                         | 3 413                       | 8,3 %                         |
| 7.     | Uzbekistán             | 2 400                       | 4,5 %                         | 2 429                       | 4,8 %                         |
| 8.     | Spojené státy americké | 1 660                       | 3,1 %                         | 1 453                       | 2,9 %                         |
| 9.     | Ukrajina               | 850                         | 1,6 %                         | 840                         | 1,7 %                         |
| 10.    | Čína                   | 827                         | 1,5 %                         | 750                         | 1,5 %                         |
| 11.    | Malawi                 | 670                         | 1,2%                          | 104                         | 0,2 %                         |
| 12.    | Jižní Afrika           | 583                         | 1,1 %                         | 563                         | 1,1 %                         |
| 13.    | Indie                  | 400                         | 0,7 %                         | 290                         | 0,6 %                         |
| 14.    | Česko                  | 254                         | 0,5 %                         | 258                         | 0,5 %                         |
| 15.    | Brazílie               | 148                         | 0,3 %                         | 345                         | 0,7 %                         |
| 16.    | Rumunsko               | 77                          | 0,1 %                         | 77                          | 0,1 %                         |
| 17.    | Pákistán               | 45                          | 0,1 %                         | 50                          | <0,1 %                        |
| 18.    | Francie                | 7                           | 0,0 %                         | 8                           | <0,1 %                        |